# Neopanorpa pendulifera
Neopanorpa pendulifera är en näbbsländeart som beskrevs av George W. Byers 1965. Neopanorpa pendulifera ingår i släktet Neopanorpa och familjen skorpionsländor. Inga underarter finns listade i Catalogue of Life.